# Black Magic 2
 (août 2018).
Black Magic 2 est un film hongkongais réalisé par Ho Meng-hua, sorti en 1976 au cinéma.
Bien qu'il reprenne le titre d'un film précédent, son thème et une grande partie de sa distribution prestigieuse et de son équipe technique, il ne s'agit pas d'une suite à proprement parler car les acteurs interprètent des personnages différents, au service d'une intrigue sans rapport avec celle de Black Magic.
Le film est caractéristique de l'évolution d'une partie du cinéma hongkongais au cours des années 1970, qui fait de plus en plus appel à des éléments rattachés au cinéma d'exploitation tout en restant dans le cadre de productions bénéficiant des moyens de studios ayant pignon sur rue : par rapport au film précédent sorti en 1975, sur le succès duquel il cherche à capitaliser, celui-ci comporte plus de violence, de nuditéet d'imagerie d'épouvante.

## Histoire
Dans "une cité tropicale" (selon les termes du générique) évocant la Malaisie, deux amis médecins rationalistes, Chi Chung-ping et Shi Zhen-sheng (Ti Lung et Lin Wei-tou) voient leurs certitudes et leur scepticisme dogmatique douloureusement remis en cause  lorsque la fantaisie prend un sorcier facétieux, pratiquant la magie noire éponyme (Lo Lieh), de passer du bon temps avec leurs conjointes.
Grâce à l'influence désinhibitrice de ce dernier, la ci-devant chaste épouse du dr Shi laisse en effet s'exprimer la créature lubrique, gorgée de luxure et prête à toutes les transgressions, qui sommeillait en elle : au cours d'ébats torrides (complaisamment documentés par le réalisateur, conformément aux canons du genre), elle s'offre ainsi sans retenue au magicien, dont elle apprécie manifestement les prestations intromissives. Le mari cocu, visiblement prisonnier d'un moralisme rigide, se montre cependant mauvais perdant ; refusant d'accepter sa défaite et de laisser le nouveau couple réinventer sa vie, il cherche à tout prix à remettre le grappin sur sa compagne, déclenchant une série d'évènements qui s'avèreront délétères pour une partie substantielle des protagonistes.

## Fiche technique
- Titre : Black Magic 2
- Réalisation : Ho Meng-hua
- Scénario : I Kuang
- Société de production : Shaw Brothers
- Pays d'origine : Hong Kong
- Format : Couleurs - 2,35:1 - Mono - 35 mm
- Genre : magie, ethnologie, érotisme tropical
- Date de sortie : 1976

## Distribution
- Ti Lung : Chi Chung-ping, un  médecin avenant
- Lo Lieh : un magicien efficace
- Tanny : Li Cui-ling, épouse du dr Chi
- Lin Wei-tou : Shi Zhen-sheng, un confrère et ami de Chung-ping
- Lily Li : Margerete, épouse du dr Shi
- Yang Chih-ching : un magicien incompétent
- Liu Hui-yu : une striptiseuse
- Wai Wang : Chang Da Nian
- en:Chin Tsi-ang : une domestique des Shi